# Ilex prostrata
Ilex prostrata là một loài thực vật có hoa trong họ Aquifoliaceae. Loài này được Groppo mô tả khoa học đầu tiên năm 2002.